# Каменичко острво
Каменичко острво (познато и као Каменичка ада) део је Новог Сада. 

## Положај
Каменичко острво се налази у саставу месне заједнице Јужни Телеп, која поред Каменичког острва обухвата јужне делове Телепа и источне делове Камењара. Суседни делови Новог Сада су: Камењар на западу, Адице на северозападу, Телеп на северу, Лиман на североистоку, Рибарско острво на истоку и Боцке (део Сремске Каменице) на југу, преко Дунава. Североисточно од Каменичког острва, на простору бродоградилишта, планира се изградња нове градске четврти под називом Нови Сад на води.

## Намена локалитета
Овај простор је некада био острво, а сада је полуострво у небрањеном делу Дунава код Новог Сада, које оивичава дунавац Шодрош. Каменичко острво је некада било познато као добар риболовни терен, а такође познато и по нудистичкој плажи. 
Генерални урбанистички план предвиђа да ово подручје буде рекреативна зона са парк-шумом и заштићеним подручјем. Овде је, међутим, насупрот ГУП-у, изграђено илегално викенд насеље, по угледу на оно на Камењару. Према изјави директора "Урбанизма" Душана Миладиновића, на Каменичком острву "сигурно има више од 100 нелегалних објеката".